# Eberhard W. Kornfeld
Eberhard W. Kornfeld (Ebi Kornfeld; * 23. September 1923 in Basel; † 13. April 2023 in Ostermundigen) war ein Schweizer Kunsthändler, Auktionator, Kunstsammler und Autor in Bern. Sein Haus zählt zu den berühmtesten Adressen im globalen Auktionsgeschäft.

## Leben

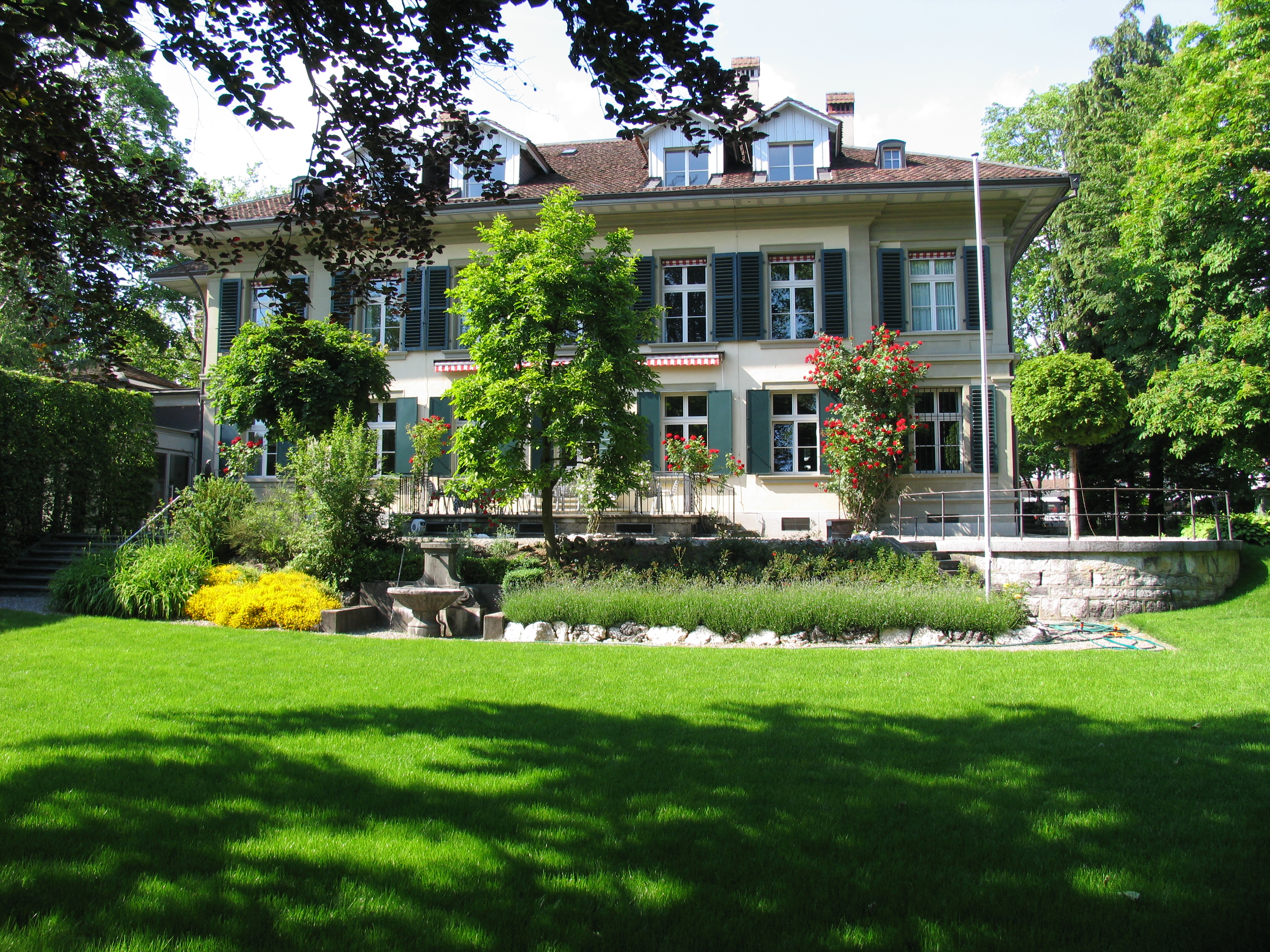
Galerie Kornfeld, Gartenansicht

Eberhard W. Kornfeld wurde 1923 als Sohn eines aus Nidda stammenden Innenarchitekten in Basel geboren. Nach einer kaufmännischen Ausbildung bei einem Architekten volontierte er bei August Klipstein in Bern, der das seit 1864 bestehende Auktionshaus Gutekunst und Klipstein leitete. Nach dem unerwartet frühen Tod von Klipstein übernahm er nach und nach die Firma; sie firmiert seit 1951 als Galerie Kornfeld. 
Kornfeld schloss zahlreiche Kontakte zu zeitgenössischen Künstlern wie Pablo Picasso und Marc Chagall, der ihm zum Freund wurde. Kornfeld war ebenfalls mit dem schweizerischen Bildhauer Alberto Giacometti, mit Jean Tinguely,  Niki de Saint Phalle und vielen weiteren grossen Künstlern befreundet. Ihm oblag die schwierige Aufgabe, Alberto Giacometti zu überreden, den «doctor honoris causa», den ihm die Universität Bern 1965 verleihen wollte, anzunehmen.
Eine besondere Beziehung hatte Kornfeld zu Ernst Ludwig Kirchner und dessen Werk. In seiner privaten Sammlung besass Kornfeld mehrere Werke Kirchners. Er war auch massgeblich am Aufbau des Kirchner Museums in Kirchners Wohnort Davos beteiligt. 2008 schenkte er dem Kunstmuseum Basel eine Sammlung von 102 Radierungen von Rembrandt.
Neben der Auktionstätigkeit erschienen im Verlag der Galerie Kornfeld Ausstellungskataloge aus den Spezialgebieten alte und moderne Graphik vom 15. bis zum 20. Jahrhundert sowie zu Künstlern des 20. Jahrhunderts wie Egon Schiele, Paul Klee, Marc Chagall, Paul Signac, Paul Gauguin und Käthe Kollwitz. 

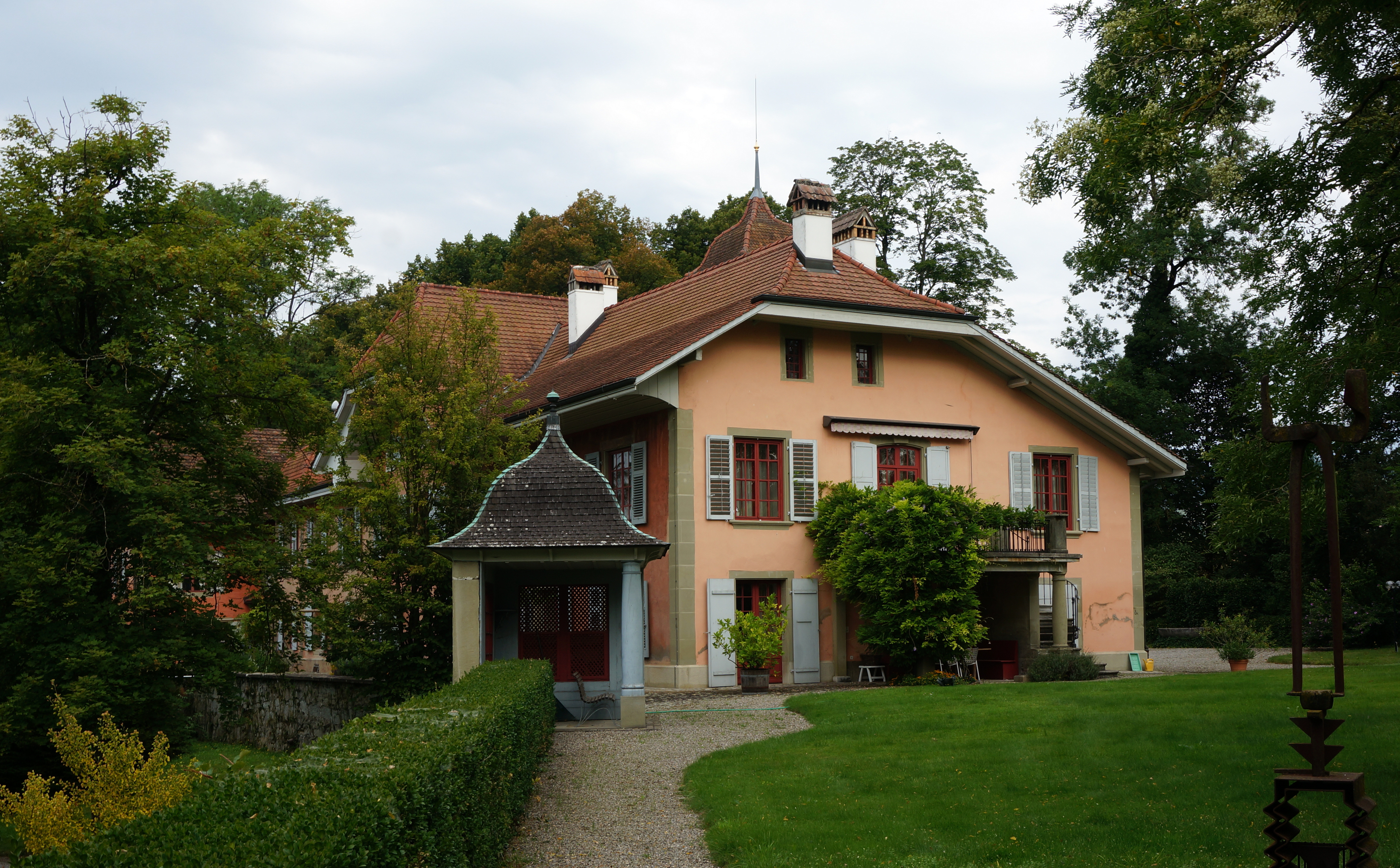
Landsitz Rothus

Kornfeld stand in geschäftlichem Kontakt zu Cornelius Gurlitt und vertrat die Meinung, dass mit zweierlei Mass gemessen werde. So gelte beispielsweise Ferdinand Möller in Deutschland als Held und Retter „entarteter“ Kunst, jedoch werde Hildebrand Gurlitt für die gleiche Tat verteufelt und sein noch vorhandenes Erbe 2012 beschlagnahmt.
Kornfeld starb am 13. April 2023 in seinem 100. Lebensjahr zu Hause auf dem Landsitz Rothus in Ostermundigen.

## Auszeichnungen
- 1982: Ehrendoktorwürde der Universität Bern
- 1984: Grosses Bundesverdienstkreuz der Bundesrepublik Deutschland
- 1991: Ritter des französischen Ordre des Arts et des Lettres
- 2004: Ehrenbürger der Landschaft Davos[10]
- 2011: Ehrenbürger der Stadt Bern[11]

## Veröffentlichungen
- Eberhard W. Kornfeld: Ernst Ludwig Kirchner: Nachzeichnung seines Lebens. Katalog der Sammlung Kirchner-Haus Davos. Kornfeld Verlag, Bern 1979, ISBN 3-8577-3010-2.
- Eberhard W. Kornfeld: Paul Klee: Verzeichnis des graphischen Werkes. Kornfeld Verlag, Bern 2005, ISBN 978-3-85773-046-7.
- Eberhard W. Kornfeld/Fondation Giacometti: Alberto Giacometti. Catalogue raisonne des estampes, Volume I, II. Kornfeld Verlag, Bern 2016, ISBN 978-3-85773-057-3.